# Catedral del Sagrado Corazón de Jesús (Johor Bahru)
La Catedral del Sagrado Corazón de Jesús o simplemente Catedral de Johor Bahru es una iglesia situada en Taman Sri Tebrau, Johor Bahru, en el estado de Johor, en el país asiático de Malasia. La catedral en sí también está situada en el corazón de la zona más densamente poblada en Johor Bahru, rodeado de urbanizaciones como Taman Sri Tebrau, Taman Pelangi, Century Garden, Melodies Garden, Taman Sentosa, Kebun Teh y Majidee Park.
Fue terminada en 1982, y dedicado oficialmente el 19 de febrero por el Obispo Emérito James Chan, en presencia del Delegado Apostólico arzobispo Renato Martino y la Conferencia de Obispos de Malasia, Singapur y Brunéi.
En la actualidad, tiene una capacidad para aproximadamente 700 feligreses  en comparación con una cifra estimada de 3.500 feligreses que asisten a la catedral. El aniversario 25 de la Dedicación de la Catedral del Sagrado Corazón de Jesús se llevó a cabo  el 18 de febrero de 2007 con una misa celebrada por el Obispo Paul Tan, de la diócesis de Malaca-Johor y en presencia del delegado apostólico monseñor Salvatore Pennachio. 